# Observatorul Kleť

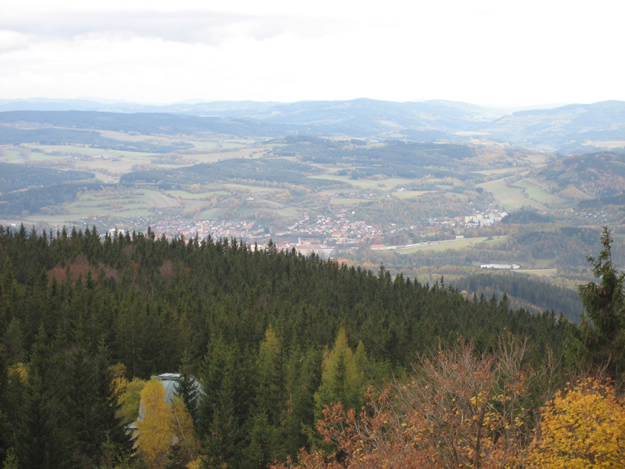
Vârful muntelui Kleť, cu vedere spre observator pe stânga

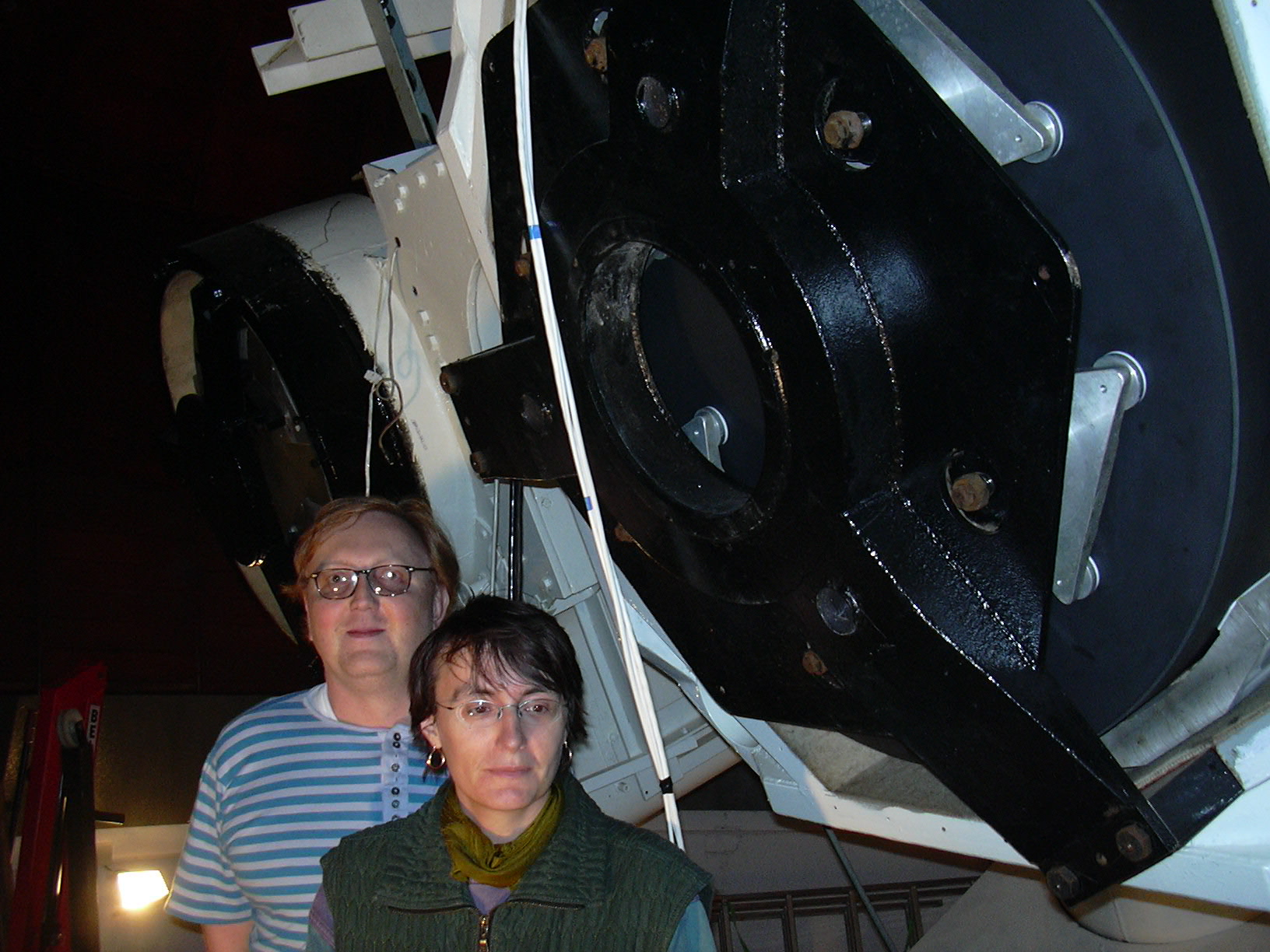
Jana Tichá, Miloš Tichý și telescopul KLENOT

Observatorul Kleť (în cehă: Hvězdárna Kleť) este un observator astronomic fondat în 1957, care se află în Republica Cehă, în regiunea Boemia de Sud. Este situat la altitudinea de 1070 de metri, în sudul Muntelui Klet, în apropiere de orașul České Budějovice.
Minor Planet Center i-a atribuit descoperirea a 328 de asteroizi între 1979 și 2008.